# Гурафи (Месина)
Гурафи је насеље у Италији у округу Месина, региону Сицилија.
Према процени из 2011. у насељу је живело 25 становника. Насеље се налази на надморској висини од 125 м.